# Tell me it's not over
«Tell Me It's Not Over» —en español: ‘Dime que esto no ha acabado’— es el primer sencillo del álbum All the Plans de la banda inglesa de rock alternativo Starsailor lanzado el 2 de marzo de 2009.  La fecha de lanzamiento fue anunciada en la página oficial de la agrupación el 18 de octubre de 2008 y más tarde vía Youtube por el cantante líder James Walsh y Ben Byrne en su Canal Oficial.  La cubierta del sencillo Tell Me It's Not Over fue publicada en la página oficial de la banda el 16 de enero de 2009.  Ese mismo día la fecha de lanzamiento fue reprogramada. Ocupó el puesto #73 en las listas de sencillos de Reino Unido y el puesto #5 en Bélgica.
Inicialmente la banda había decidido llamarlo "Lights Out" o "Tell Me It's Not Over", fue tocada por primera vez en el festival music in my head festival en Paard van Troje, Den Haag, Holanda en junio de 2007  y fue grabado entre ese año y marzo de 2008.
Líricamente, Tell me it's not over hace referencia a una relación amororsa a punto de acabar debido al adulterio de una de las partes.  La canción también hace referencia a la posibilidad de perdonar tras una infidelidad por el bien de la pareja.

## Crítica
Previamente al lanzamiento de All The Plans, "Tell Me It's Not Over"  ha sido bien recibido por los críticos musicales.  Daily Music Guide describe la canción como "una salida de las viejas favoritas, el mágnifico 'Tell Me It's Not Over, un próximo lanzamiento del impacientemente anunciado nuevo álbum'" y añade que "pese ano romper ningún nivel para la banda, sin duda apaciguará a su lista de fans devotos esperando impacientemente el lanzamiento del álbum".  Monique Oliver de Absolute Radio afirma que 'Tell Me It's Not Over' "suena bien". Rich McLaughlin de Alternate Side compara al sencillo de Starsailor con el de Joseph Arthur "In the Sun". Nadia Mendoza del periódico The Sun declaró que: "Tell Me It's Not Over" es una canción muy necesitada por los Britpoppers cansados de escuchar a "Womanizer" de Britney Spears en la radio.  Además añadió que "las vocales del líder James Walsh son reconocidas instantáneamente en cuanto él canta con sus altos tonos sensibles.
El 23 de febrero de 2009 Limelife nombró a Tell me It's Not Over, la canción del día. Liz de Limelife escribió que: "la tristeza, melancolía y depresión están en total demostración aquí- y Starsailor trabaja al máximo efecto del indie rock".  Ella también añadió que: "la frase más repetida, "tell me it's not over," podría mover las memorias de llanto en el baño, pero no es eso lo que todo el buen emo rock se supone que se trata?".

## Video
El 18 de diciembre de 2008 fue publicado en el Myspace de Starsailor un video detrás de cámaras cuando la banda estaba haciendo el video, dirigido por Dan Sully quien previamente ha trabajado con Elbow.  También se anunció es esa fecha que "habrá un exclusivo preview del video en su estado final dentro de poco". El video fue filmado en el norte de Londres.
El 9 de enero de 2009 fue estrenado en el tabloide británico The Sun el video completo.  El video musical para Tell Me It's Not Over comienza con James Walsh y su compañera en un estacionamiento donde ella lo deja. Ambos (la chica presumiblemente dentro de la casa de la pareja) parecen estar en una actitud reflexiva y que están dudando acerca de la decisión que han tomad.
Escenas de la banda tocando la canción y de las luces de los diferentes edificios siendo apagadas y prendidas armónicamente (haciendo posiblemente una referencia a las primeras líneas del coro: "now the lights out i discover..."-ahora que las luces están apagadas descubro...-) son interpoladas en el video.  Al final del video Walsh decide finalmente entrar al carro.
El video fue grabado utilizando un carro modelo Mercedes-Benz W123 Estate.
El 19 de enero de 2009, fue publicado en el myspace oficial de MTV y estrenado en Myspace Chart de MTV Two del reino Unido. Su debut en el chart de MTV, una semana despu{es en el número cinco el 26 de enero lo hizo el mejor debut de la semana en ese canal.".

## Versiones
El 19 de enero de 2009 cuando el cantante líder, James Walsh fue entrevistado por Geoff Lloyd, admitió haber grabado una versión del sencillo principal, "Tell Me It's Not Over" a dúo con Brandon Flowers de The Killers. La canción fue mezclada por Flowers y por Stuart Price y ya ha sido filtrada vía Internet.
Según la administradora de la Página Web Oficial de Starsailor, Boo, Brandon Flowers hizo de hecho esta grabación de forma informal con James de las vocales en una nueva versión de la canción.  Esto fue en realidad pensado como una sorpresa especial secreta que habían esperado entregar a los fanes en algún punto en el futuro.  Sin embargo, en esta etapa, la grabación era simplemente una colaboración amistosa entre los dos y no había recibido una aprobación oficial del mánager de Brandon o The Killers.
Ella añadió que James "siendo un chico bueno que se le enseñó a no decir mentiras, dio una respuesta honesta" cuando se le preguntó sobre la existencia de dicha colaboración.
Sin embargo, la canción ha tenido rotation en la radio XFM.

## Formatos
CD
1. Tell Me It's Not Over
2. In Their World

Descarga digital
1. Tell Me It's Not Over
2. Tell Me It's Not Over (Stuart Price Radio Mix)
3. Tell Me It's Not Over (Thin White Duke Club Mix)

7" Coloured Vinyl
1. Tell Me It's Not Over
2. All The Plans (feat Ronnie Wood)

Promo Single (CDS)
1. "Tell Me It's Not Over"
2. "Tell Me It's Not Over" (Instrumental)

## Posicionamiento
| País        | Lista                | Posición |
| ----------- | -------------------- | -------- |
| Bélgica     | Ultratop 50 flamenca | 5        |
| Bélgica     | Ultratop 50 valona   | 20       |
| Reino Unido | UK Singles Chart     | 73       |